# Samsigéramo I
Samsigéramo I (em latim: Samsigeramus; em grego: Σαμσίγεραμος; romaniz.: Samsígeramos) ou Sampsicéramo I (Sampsiceramus; Σαμψικέραμος, Sampsikéramos; m. 46/4) foi o fundador e primeiro rei (filarco) do Reino de Emesa de 64 até 51/44 a.C..

## Nome
Samsigéramo (Samsigeramus; Σαμσίγεραμος, Samsígeramos) é um nome teofórico de origem aramaica ou árabe, derivado de Xamexiguerame (𐡔𐡌𐡔𐡂𐡓𐡌, Šamšigeram). Esse nome significa "Xamexe (Sol) estabeleceu" ou "Xamexe decidiu". Estrabão registrou a variante Sampsicéramo (Sampsiceramus; Σαμψικέραμος, Sampsikéramos).

## Vida

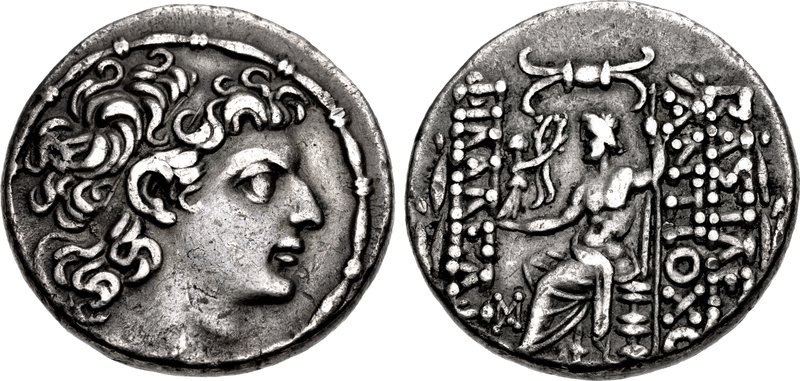
Tetradracma do rei

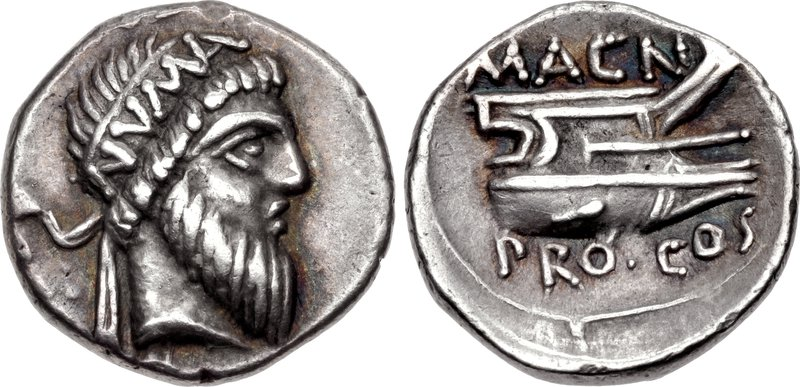
Denário de Pompeu

Samsigéramo nasceu em data incerta. Sabe-se que fez parte dos emesenos, uma tribo árabe nômade da região de Apameia, que esteve sob julgo do Império Selêucida. Seu primeiro ancestral conhecido era Jâmblico (c. 151 a.C.), ativo no reinado de Alexandre Balas (r. 150–145 a.C.). Outro possível ancestral era Azizo, que apareceu em 94 a.C. na região de Alepo. Samsigéramo envolveu-se na disputa sucessória entre Antíoco XIII (r. 82–64 a.C.) e Filipe II (r. 65–64 a.C.) como aliado do primeiro. Em 64 a.C., Samsigéramo assassinou Antíoco, enquanto certo Azizo assassinou Filipe. No rescaldo, o general romano Pompeu reconheceu Samsigéramo como filarco (xeique) dos emisenos com sede em Aretusa (atual Arrastã). Emesa (atual Homs) também foi concedida. Cícero apelidou Pompeu de Samsigéramo para zombar das pretensões dele como potentado oriental.
O Reino de Emesa foi o primeiro reino cliente árabe dos romanos nas franjas do deserto e exerceu controle indireto sobre as tribos nômades do interior. Sua criação permitiu aos nômades emesenos se assentarem e acumularem riquezas pelo controle e proteção das caravanas comerciais que cruzavam seu território. Por conseguinte, transferir a responsabilidade de policiar rotas e preservar a integridade dos territórios romanos para governantes clientes como Samsigéramo desonerava o tesouro imperial e não necessitava de mão de obra romana. Em 51 a.C., quando Cícero serviu como governador da Cilícia, Jâmblico I, filho de Samsigéramo, foi referido como governante de Aretusa, o que indica que a sucessão ocorreu por volta desse período. Estrabão (XVI.2.10-11), ao mencionar a revolta de Quinto Cecílio Basso (46–44 a.C.), faz menção a Samsigéramo e Jâmblico, o que indica que ao menos até esse momento ele ainda estava vivo.